# Schnurgerüst

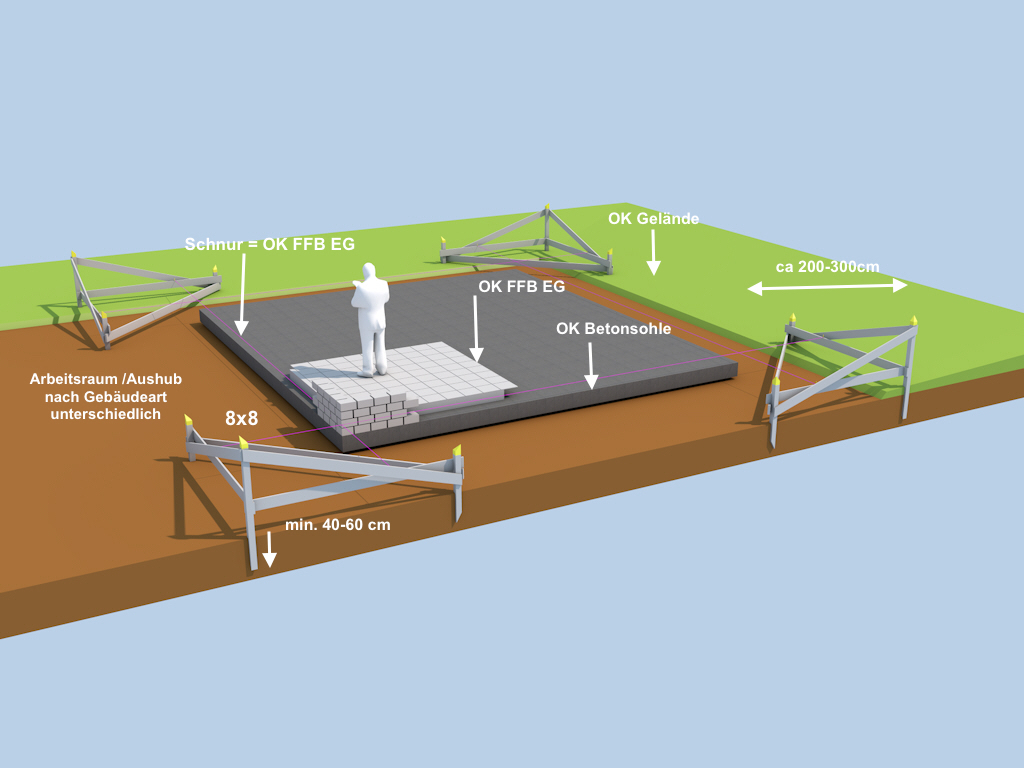
3D-Visualisierung Schnurgerüst nach VOB

Das Schnurgerüst oder auch der Schnurbock dient im Bauwesen zur Absteckung und Positionierung der Außenkanten eines zu errichtenden Gebäudes und dessen Baugrube.

## Grundsätzliches
Das Schnurgerüst wird als eine der ersten Handlungen auf einer Baustelle eines zu errichtenden Gebäudes (nach dem Aushub) vom Polier der Rohbaufirma zunächst als reines Holzgestell errichtet, damit die Schnüre nach dem Einmessen an den Schnurböcken montiert werden können. Die Errichtung des Schnurgerüstes gehört zu den vertraglichen Nebenleistungen der Baustelleneinrichtung (Kostengruppe 390 nach DIN 276). Dennoch ist es ratsam, diese Arbeit gesondert in Leistungsverzeichnissen aufzuführen und damit zu vergüten. Darüber hinaus sollte auch geklärt werden, ob die Messung gegebenenfalls durch ein Vermessungsbüro (Kostengruppe 700 nach DIN 276) ausgeführt werden soll, und wer die Kosten für die Behördliche Abnahme (Kostengruppe 771 nach DIN 276) zu übernehmen hat. Die Kosten für die Erstellung eines Schnürgerüstes hängen von der Anzahl der Gebäudeecken und der hierfür erforderlichen Schnurböcke ab. Ist ein Grenzabstand einzuhalten, sind zusätzliche Arbeiten für die Untersuchung der Grundstücksgrenze zur Wahrung der Grenzlage erforderlich.

## Hinweise für die Bauausführung

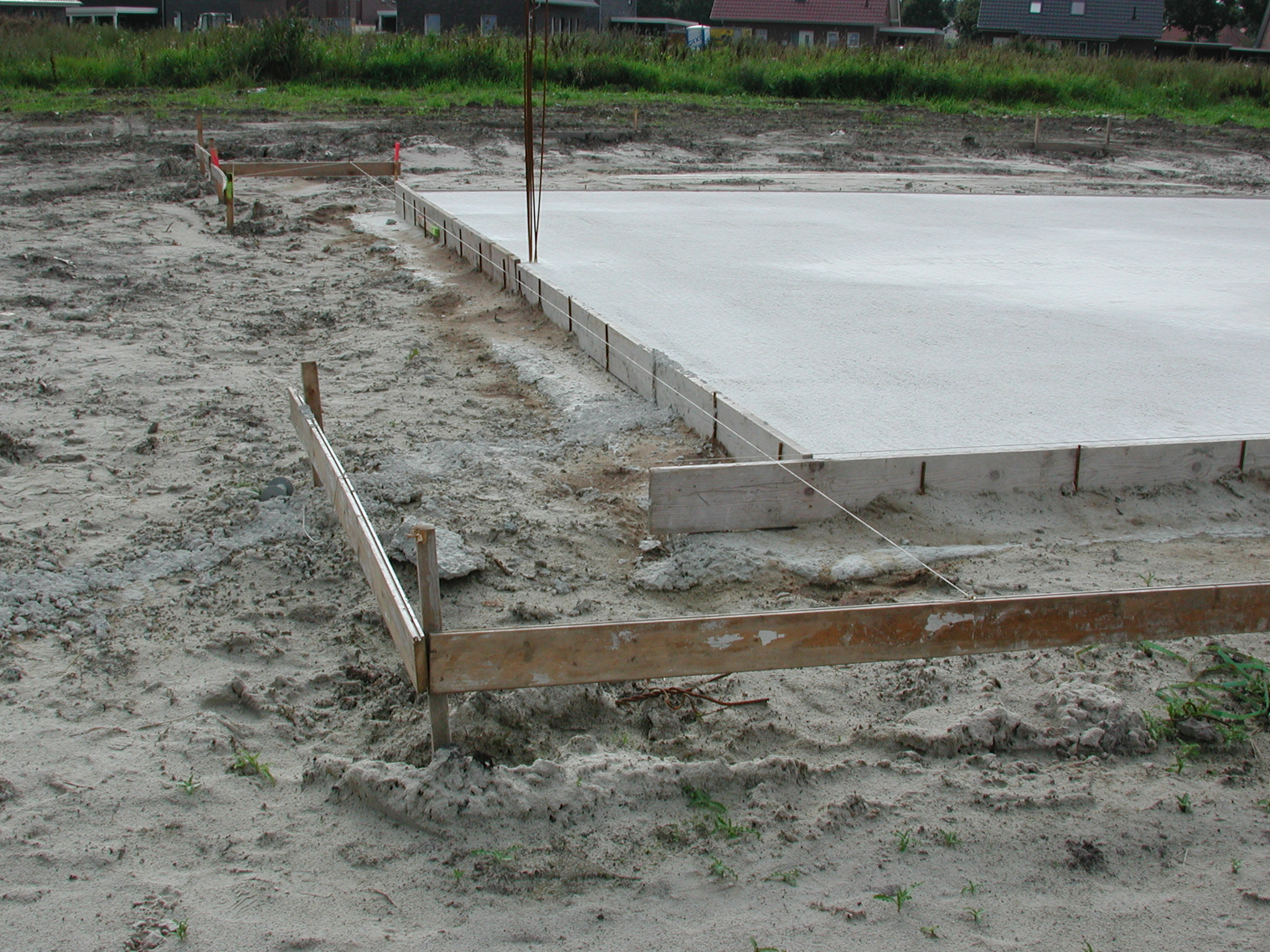
Beispiel für ein mangelhaft ausgeführtes Schnurgerüst

Die Positionen der Schnurböcke befinden sich in der Regel etwa 1 bis 2 m außerhalb der späteren Gebäudekanten und oberhalb der Baugrube. Damit werden diese Böcke so angeordnet, dass sie die Bauarbeiten nicht behindern, oder sich im Böschungswinkel (sofern dieser beim Erdaushub entsteht) befinden. Dazu werden im Bereich der Ecken des Gebäudes je drei etwa 1,5 m lange, zugespitzte Kanthölzer über Eck in den Boden eingerammt und mit waagerechten Brettern möglichst biegesteif zu Dreiecksböcken verbunden. Dann wird jeweils eine Bohle diagonal über Eck befestigt, was der Konstruktion die nötige Stabilität eines Dreibeins verleiht. Die Einmessung ist laut Baukonstruktionslehre mit geringsten Maßtoleranzen (±2,5 mm) vorzunehmen. Damit sich das Schnurgerüst nicht nach dem Einmessen in seiner Lage verändern kann, sind deshalb Mindestanforderungen an die Ausführung zu stellen. Dachlatten als Pfosten (der Querschnitt sollte min. 80 × 80 mm, oder 100 mm Querschnitt bei halbiertem Rundholz betragen) und dünnere Querlatten (Materialstärke sollte min. 28 × 140 mm betragen) sind deshalb ungeeignet. Im Foto rechts fehlt diese Bohle, die Pfosten sind aus Dachlatten, die Querlatten aus Altholz.
Sind die Pfosten nicht ausreichend tief eingeschlagen, fehlen die diagonalen Verbindungen, oder sind die Teilstücke der Böcke nicht über Eck verbunden, können sich sehr leicht Verschiebungen oder versehentliche Manipulationen des Schnurgerüstes ergeben. Ein derartiges Schnurgerüst entspricht damit nicht den vertraglichen Nebenleistungen für Rohbauarbeiten. Insbesondere die immer wieder vorzufindende Verwendung von bereits gebrauchten, gebrochenen oder zu dünnen Brettern verstößt gegen die VOB. Alternativ sind auch stabile Metallkonstruktionen auf dem Markt erhältlich, die mehrfach eingesetzt werden können. Allerdings sind diese nicht vor Manipulationen geschützt.

## Höhenlage

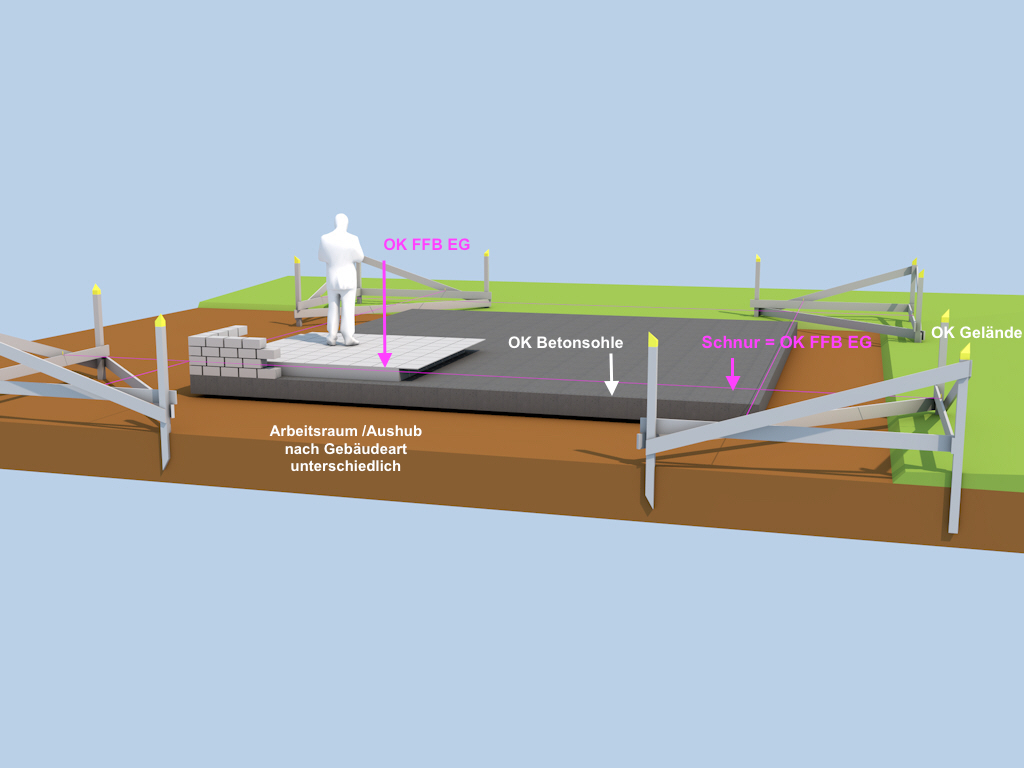
3D-Visualisierung Schnurgerüst nach VOB

Im Regelfall wird heute die spätere Höhenlage des Bauvorhabens zunächst anhand der NN-Höhen (zum Beispiel durch Übernahme der NN-Höhen von Kanaldeckeln), Festsetzungen des Bebauungsplans oder Anforderung der Baugenehmigung mit Hilfe von Rotationslasern eingemessen und dann festgelegt, welche Höhenlage das Schnurgerüst darstellen soll. Sinnvollerweise sollte die Oberkante der Schnurgerüstlatten die Oberkante des Fertigfussbodens (OKFFB) des Erdgeschosses darstellen. Dies ist insbesondere bei Hanglagen zu empfehlen, weil damit der Vergleich zwischen der OK FFB und der Geländehöhe auch für den Laien sichtbar wird. Damit ist ein Abgleich zwischen der in den Bauantragsunterlagen gemäß Bauvorlageverordnung zwingend in den Ansichten und Schnitten darzustellenden Geländeverläufe vorher / nachher möglich. Gleiches gilt auch für die in den Grundrissen einzutragenden NN Höhen der FFB und Geländehöhen NN Höhen an den Gebäudeecken.
Mit Hilfe des Rotationslasers, einer Schlauchwaage oder auch eines Nivelliergerätes wird dann an allen Dreiecksböcken dieselbe Höhe anvisiert. Das kann die Höhe der zukünftigen Bodenplatte, der Meterriss, also 100 cm über Deckenoberkante Erdgeschoss oder auch eine beliebige Höhenkoordinate (z. B. 0,5 m bis 1,0 m über Geländeoberkante) sein. Es ist üblich, hierbei auch die sogenannte Setzlatte zu verwenden, um die waagerechten Bretter auszurichten.
Bei einer Ausführung (gemäß der 3D-Visualisierungen) kann dann an den längeren Eckpfosten auch der Meterriss mit einer entsprechende Plakette angebracht werden.

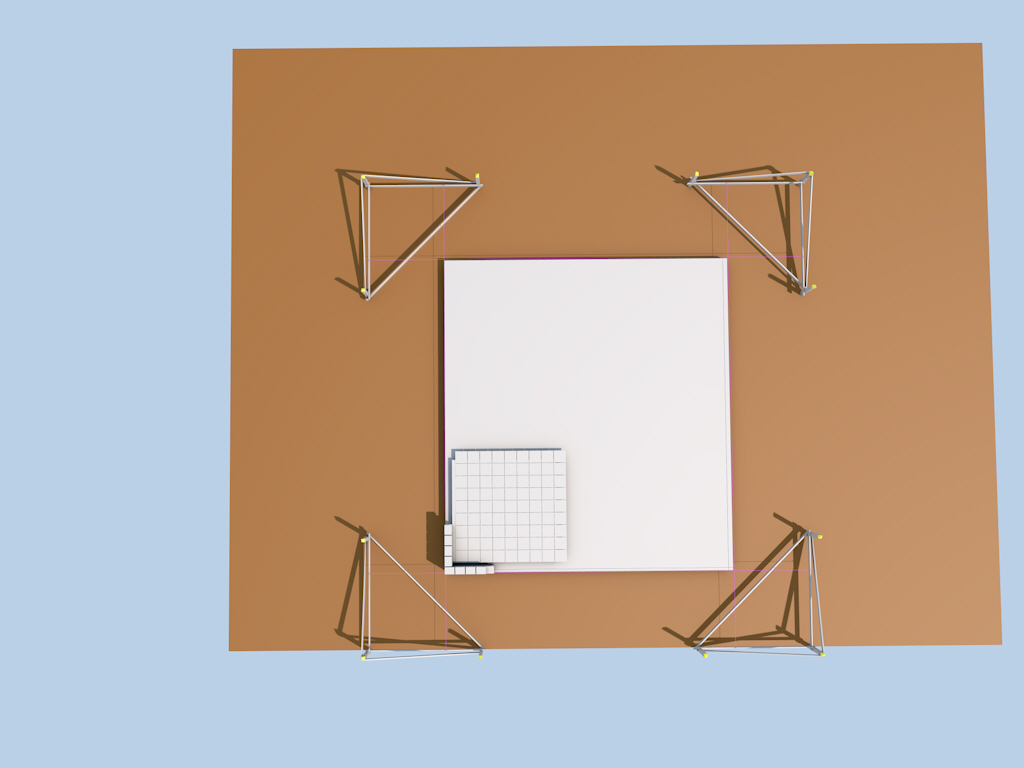
3D-Visualisierung Schnurgerüst / „Luftbild“ Darstellung von oben

## Einmessung der Schnüre

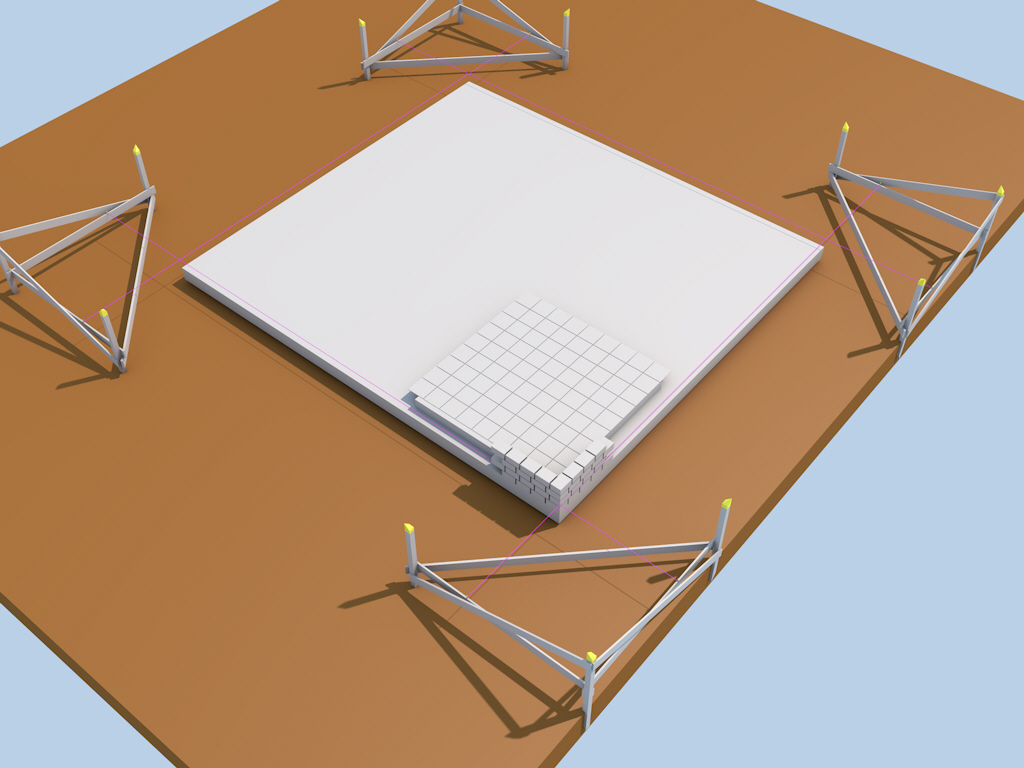
3D-CAD-Visualisierung Schrägansicht mit Darstellung eine Gebäudeecke und OK FFB Fliesen

Für diese Einmessung wird im Regelfall zunächst eine Feststellung und Freilegung der Grenzsteine benötigt und von diesen Punkten eine Übertragung der Gebäudeposition aus dem Lageplan vorgenommen. Da der Rohbauunternehmer für die korrekte Übertragung der Position haftet, sollte für die Einmessung der Eckpunkte immer ein Vermessungsbüro eingeschaltet werden.
Anschließend werden die Außenwände abgesteckt und Nägel auf diesen Bohlen so eingeschlagen, dass an ihnen Schnüre befestigt werden können, die parallel zu den Außenwänden verlaufen. Durch gleichmäßige Seitwärtsverschiebung der Nägel wird das Gebäude ausgewinkelt, sodass alle Richtschnüre auch tatsächlich parallel zu den Außenwänden verlaufen. Zusätzlich werden dann später vom Rohbauunternehmer dazu parallel verlaufende Schnüre angebracht, die die Rücksprünge der Betonplatte (Wandaufbau/ Dämmung) berücksichtigen. Dies sollte durch Anmerkungen auf der Querlatte deutlich beschriftet werden, damit es nicht zu Verwechslungen mit den späteren Außenkanten des Gebäudes kommen kann.
Die letzte und genaue Position der Nägel sollte zusätzlich mit Leuchtfarbe markiert werden, da es ansonsten, insbesondere bei der unsachgemäßen Verwendung von älteren Brettern, zu Verwechselungen kommen kann, falls der Nagel einmal entfernt werden muss oder beschädigt wurde.
Dieses Verfahren ist auch dann der Regelfall, wenn ein Keller ausgehoben werden soll. Dann werden die Kreuzungspunkte mittels Lot auf die Kellergründung und Kellersohle übertragen. Ggf. wird hier noch ein zweites Schnürgerüst benötigt.

## Abnahme
Es kann in der Baugenehmigung auch die behördliche Schnurgerüstabnahme festgesetzt werden. Bei der Schnurgerüstabnahme prüft ein Mitarbeiter des Bauamtes die durch das Schnurgerüst gekennzeichnete Lage des zukünftigen Gebäudes auf dem Grundstück sowie die Höhenlage hinsichtlich Übereinstimmung mit der Baugenehmigung bzw. anderen Vorschriften. Für die korrekte Übernahme der Vorgaben aus der Baugenehmigung trägt grundsätzlich der Bauunternehmer die Verantwortung, da der Bauherr in der Regel nicht die erforderlichen Messgeräte besitzt. Insbesondere gilt dies beim schlüsselfertigen Bauen. Sofern der AN hier nicht vor der Vertragsunterzeichnung die Einschaltung eines Vermessungsbüros fordert, sind diese Arbeiten weder vom AG zu erbringen noch zu vergüten.
Dazu wird zum Teil eine Bescheinigung über die Einhaltung der festgelegten Grundfläche und Höhenlage z. B. nach Art. 68 Abs. 6 Satz 2 BayBO i. V. m. § 21 Satz 1 PrüfVBau entsprechend Art. 62 Abs. 4 BayBO verlangt.

## Rechtliche Bedeutung
Auch ohne die behördliche Abnahme hat das Schnurgerüst eine erhebliche rechtliche Bedeutung, weil damit die vorgesehene und geplante Ausführung der Bodenplatte sowohl in Bezug auf die Höhenlage, als auch in Bezug auf Grenzabstände öffentlich vorab vor allem auch gegenüber der Nachbarschaft dargestellt wird. Das Entfernen des Schnurgerüstes darf insofern erst dann komplett vorgenommen werden, wenn die Bodenplatte gegossen worden ist, weil dann diese die baurechtlich relevanten Punkte darstellt. Darüber hinaus steht das Schnurgerüst durch die Befestigung im Erdreich, auch wenn es sich damit nur um ein temporäres Bauteil auf dem Grundstück handelt, unter der alleinigen Eigentumsbefugnis des Bauherrn / Grundstücksbesitzers. Insofern darf es nicht eigenmächtig und ohne Rücksprache mit dem Bauherrn verändert oder entfernt werden, weil damit ggf. auch Beweismittel vernichtet werden könnten, falls es zu Fehlern in der Höhenlage, der Position oder den Abmessungen der Bodenplatte gekommen sein sollte. Das unerlaubte Entfernen des Schnurgerüstes kann strafrechtliche und zivilrechtliche Folgen haben, insbesondere dann, wenn die Beweislage zur Umsetzung der Gebäudeposition oder Höhenlage durch das Entfernen noch nicht durch andere Bauteile (Bodenplatte, Außenmauerwerk) verwirklicht wurde. Die Außenkanten der Fundamente sind häufig einfach ins Erdreich betoniert und können daher nicht die Position exakt wiedergeben. Insofern sollte auf keinen Fall ein vollständiges Entfernen aller Schnurböcke vor der Fertigstellung der Bodenplatte erfolgen.
Heute wird die Absteckung meistens mit einem Tachymeter durchgeführt, vor allem bei größeren oder komplizierteren Baustellen von einem Geodäten. Während der Bauzeit muss das Gerüst regelmäßig auf seine Stabilität und richtige Position überprüft werden.

## Prüfung des Schnurgerüstes
Bei einem rechtwinkligen Gebäude müssen die Diagonalen zwischen den von den Schnüren gebildeten Ecken gleich lang sein. Die Diagonale eines 90-Grad-Winkels wird nach dem Satz des Pythagoras berechnet.
Beispiel: Es soll ein Gebäude mit den Außenlängen von 6 m × 8 m errichtet werden. Nach dem Satz des Pythagoras (a² + b² = c²) beträgt die Länge der Diagonalen genau 10 m (6² + 8² = 36 + 64 = 100 = 10²).

## Sonderformen
Während das einfache Schnurgerüst die Außenkanten lediglich in einer horizontalen Ebene (etwa 1 m über Geländeoberkante) wiedergibt, ist es in einigen Regionen, beispielsweise in der Schweiz üblich, oder sogar vorgeschrieben, mithilfe des Schnurgerüstes auch die Höhe des zu errichtenden Neubaus darzustellen und vor Ort zu visualisieren; dies wird dann Baugespann genannt. Hierzu werden entsprechend lange Stangen mit Dreiecksverbindungen an den Gebäudeecken angebracht. Hierdurch wird es möglich, die Wirkung eines Gebäudevolumens in seinem Umfeld zu beurteilen.